# Schloss Schönwald
Schloss Schönwald ist ein abgegangenes Schloss in Schönwald im oberfränkischen Landkreis Wunsiedel im Fichtelgebirge.
Schloss Schönwald war zu Beginn ein Rittergut und wurde 1417 im Besitz des Hans Toß erwähnt, später gehörte es den Kneusel und der Familie von Thela, weitere Besitzer folgten. 1689 ging es an den Rat und Amtshauptmann Jobst Bernhard von Lindenfels über. 1777 verlegte Besitzer Wilhelm von Schmidt seinen Sitz ins neugebaute Schloss Sophienreuth, seitdem verfiel die Anlage in Schönwald, wobei noch mehrmals der Besitzer wechselte. Nach Quellen um 1700 war das Schloss von einem Graben und einer Mauer umgeben und verfügte über mehrere Wirtschaftsgebäude. 